# Sniper: Ghost Warrior 3
Sniper: Ghost Warrior 3 ist ein Taktik-Shooter, der von CI Games für Microsoft Windows, PlayStation 4 und Xbox One entwickelt und am 25. April 2017 weltweit veröffentlicht wurde. Es ist eine Fortsetzung von Sniper: Ghost Warrior 2, und das erste Spiel der Serie, das eine Open-World-Umgebung bietet.

## Spielprinzip
Sniper: Ghost Warrior 3 ist ein taktisches First-Person-Shooter-Spiel. Er ist weniger linear konzipiert als Ghost Warrior und Ghost Warrior 2, da der Titel der erste in der Serie ist, der eine Open-World-Umgebung bietet, die vom Spieler frei erkundet werden kann. Die Welt des Spiels ist mit verschiedenen Aktivitäten und Nebenmissionen übersät, die als „Kriegsverbrechen“ bezeichnet sind. Diese können vom Spieler abseits der Hauptmissionen abgeschlossen werden. Laut CI Games soll der Titel für beide Spieler zugänglich sein, die neu im Franchise oder Genre sind, während er für Hardcore-Spieler taktisch genug ist.
Das Spiel basiert auf drei verschiedenen Säulen: Zielen, Ausführen und Überleben. Der Spieler kann verschiedene Ansätze anwenden, um Missionen zu erfüllen und Gegner zu besiegen, da die Karten jetzt größer und offener ist. So kann der Spieler zum Beispiel Stealth- und Nahkampf einsetzen, um Feinde im „Gun and run“-Stil zu töten, oder die zur Verfügung gestellten Waffen oder Gadgets wie Scharfschützengewehre verwenden, um Feinde aus großer Entfernung zu treffen.
Die Ziele des Spiels werden nicht auf der Minikarte angezeigt, die dem Spieler zur Verfügung gestellt wird. Der Spieler muss sie finden, indem er Missionen zum Sammeln von Informationen abschließt. Der Spieler kann auch eine Drohne verwenden, die eine der neuesten Ergänzungen der Serie ist und vom Spieler gesteuert werden kann, um die Umgebung zu scannen und zu überwachen und um Feinde aufzuspüren. Die Drohne kann auch eingesetzt werden, um die elektronische Ausrüstung und die Waffen des Feindes zu hacken und Ablenkungen zu erzeugen. Es besteht jedoch ein Risiko, wenn der Spieler die Drohne einsetzt, da Feinde alarmiert werden können, wenn sie die Drohne entdecken. Da eine der zentralen Erfahrungen des Spiels das Scharfschießen ist, wird die Genauigkeit von Fernschüssen von verschiedenen Faktoren beeinflusst, wie z. B. der Kalibrierung des Zielfernrohrs, dem Wetter, der Windgeschwindigkeit, der Entfernung, der Schwerkraft und der Atemstärke und -geschwindigkeit des Protagonisten. Infolgedessen muss der Spieler die Spielumgebung planen, anpassen und auf sie reagieren, um diese Faktoren zu verändern.
Die Navigation wurde in Ghost Warrior 3 verbessert. Der Spieler kann laut Entwickler des Spiels einige „Extreme Navigation“-Bewegungen ausführen, wie z. B. Freilauf, Parkouring, Klettern auf Felsvorsprüngen und Abseilen. Der Spieler kann den Scout-Modus aktivieren, mit dem der Protagonist des Spiels interessante Orte hervorheben und Sprengstoffe wie Minen erkennen kann. Der Spieler kann den Modus auch nutzen, um bei Einsätzen einen neuen Scharfschützenplatz zu finden. Das Spiel konzentriert sich auch auf den Realismus; daher verfügt es auch über ein dynamisches Wettersystem und einen Tag-Nacht-Zyklus, der sich auf das Gameplay und das Verhalten des Gegners auswirkt. Der Spieler kann diese Situationen ausnutzen, um sich taktische Vorteile zu verschaffen.
Darüber hinaus kann der Spieler zum „Safe House“ reisen, wo er Vorräte und Ressourcen wie Erste-Hilfe-Kästen und Munition für Waffen einsammeln kann. Diese sicheren Unterkünfte dienen dem Spieler auch als schnelle Reisepunkte für eine einfache Navigation durch die Welt. Darüber hinaus kann der Spieler seine Waffen und Kugeln herstellen und modifizieren. Diese Aufrüstungen können die Effizienz und Genauigkeit der Waffen verbessern. Wenn der Spieler keine Missionen spielt, kann er mit einer neutralen Fraktion interagieren, die ihm bei der Erfüllung von Missionen helfen kann oder auch nicht. Der sichere Unterschlupf ist ein sicherer Ort, an dem der Spieler Ausrüstungsgegenstände aussuchen, bis zu einer bestimmten Stunde schlafen, basteln, Gegenstände im Laden kaufen und Missionen starten kann. Auf jeder Karte gibt es mehrere sichere Unterkünfte, und der Spieler muss sie entdecken, um sie nutzen zu können. Es wird Beute warten oder neue Waffen in neu entdeckten Unterschlüpfen auszurüsten sein. Der Spieler kann von jedem Ort der Welt schnell zu einem sicheren Unterschlupf reisen (nach dem Betreten eines Einsatzgebietes ist das schnelle Reisen deaktiviert).
Nach Auswahl einer Mission wird deren Bereich auf der Karte und ein GPS-Pfad angezeigt. Verschiedene Sehenswürdigkeiten, die der Spieler zuvor entdeckt hat, werden ebenfalls auf der Karte markiert. Der Weg zum Missionsgebiet führt durch offene Karten, auf denen der Spieler auf zufällige Ereignisse, Sehenswürdigkeiten, Jagd auf Tiere usw. stoßen kann. Welche Route der Spieler wählt, bleibt ihm überlassen.
Der Spieler hat ein eigenes Auto zur Erkundung. Es wird immer dann zur Stelle sein, wenn sie einen sicheren Unterschlupf verlassen oder zu zuvor entdeckten Schnellreisepunkten reisen. Der Spieler kann damit schnell über Kartenbereiche gelangen. Gegner können den Spieler auch im Fahrzeug erkennen, daher ist weiterhin Vorsicht geboten.

## Handlung
Der Spieler übernimmt die Rolle des US-Marines Jonathan „Jon“ North, der zusammen mit seinem Bruder Robert an die russisch-ukrainische Grenze geschickt wird, um einen verlassenen Vorrat an Bio-Waffen aus der Sowjetzeit zu zerstören, bevor sie von Terroristen gestohlen werden können. Die beiden haben ihre Mission erfolgreich erfüllt, werden jedoch von einer unbekannten Gruppe von Soldaten einer Spezialeinheit überfallen, die von einem Mann namens Vasilisk angeführt werden, der mit Jon Russisch Roulette spielt, bevor er ihn ausschaltet und Robert gefangen nimmt.
Zwei Jahre später wird Jon nach Georgien geschickt, um die lokalen georgischen Separatistenzellen zu destabilisieren, von denen berichtet wird, dass sie ungewöhnlich hohe Mittel und Ressourcen erhalten. Jon nahm den Auftrag mit dem Hintergedanken an, seinen Bruder Robert ausfindig zu machen, nachdem er Gerüchte gehört hatte, die ihn in der Region vermuteten. Er wird von seinem JSOC-Mitarbeiter Frank Simms, einer georgischen Ex-Spezialeinheit-Scharfschützin namens Lydia, mit der er früher eine romantische Beziehung hatte, und der israelischen Mossad-Agentin Raquel unterstützt, die in der Region ist, um einen russischen Wissenschaftler namens Sergei Flostov zu fangen und zu rekrutieren, von dem sie glaubt, dass er von den Separatisten festgehalten wird.
Die Separatisten werden von den Zwillingen, Davit und Tomas, und einer Frau namens Inna angeführt, die Tomas heiraten soll. Jon infiltriert die Hochzeit in der Hoffnung, Informationen zu sammeln, die ihm helfen sollen, Tomas später zu ermorden, aber die Hochzeit wird unterbrochen, als Tomas’ Leibwächter ihn am Altar niederschießt, bevor er selbst von einem unsichtbaren Scharfschützen getötet wird. Bei der Fortsetzung anderer Missionen gegen die Separatisten erfährt Jon, dass die Ereignisse in Georgien von einer internationalen Verschwörung namens „The 23 Society“ manipuliert werden, deren Streitkräfte mit Hightech-Experimentierwaffen ausgestattet sind und von einem mysteriösen Soldaten mit scheinbar übermenschlichen Fähigkeiten angeführt werden, der als Armazi bekannt ist.
Im Zuge der Destabilisierung der Separatisten wird Jon geschickt, um einen örtlichen Verbrecherboss, der mit den Separatisten Geschäfte macht, zu töten. Sein Name ist Vasilisk ist, der sich als Mitglied der 23 Society entpuppt. Als er mit Jon konfrontiert wird, spielt Vasilisk erneut eine Partie russisches Roulette mit ihm. Die Partie endet damit, dass Vasilisk sich in den Kopf schießt, bevor Jon ihn verhören kann.
Jon wird schließlich mit Armazi selbst konfrontiert, der sich als Robert entpuppt, der einer medikamentösen Therapie, Gentechnik und Gehirnwäsche unterzogen wurde, um ihn in einen Supersoldaten zu verwandeln, der der 23 Society treu ergeben ist. Robert demonstriert Jon seine übermenschlichen Fähigkeiten, bevor er erfolglos versucht, ihn für die 23 Society zu rekrutieren.
Später erhält Jon die Information, dass der Wissenschaftler Sergej Flostow in einer Einrichtung der Separatisten festgehalten wird. Jon rettet Flostov, der angibt, dass er von der 23 Society gezwungen wurde, ihnen bei der Schaffung von hirngewaschenen, genetisch veränderten Supersoldaten zu helfen. Flostov informiert Jon, dass die 23 Society kürzlich einen amerikanischen Soldaten gefangen genommen hat und ihn bald hinrichten wird, weil er nicht einer Gehirnwäsche unterzogen wurde. Jon reist zu dem Ort, an dem der gefangene Soldat festgehalten wird, und entdeckt, dass es sich um Cole Anderson handelt, den Protagonisten des vorherigen Spiels. Cole, der im Kampf von Armazi besiegt und später von ihm über den Punkt der Genesung hinaus verstümmelt wurde, enthüllt Jon, dass Flostov tatsächlich der Anführer der 23 Society ist, und bittet Jon, seine Pistole zurückzulassen, damit er seine eigenes Leben beenden und in Würde sterben kann, was er tut, als Jon geht, um Flostov zu verfolgen. Flostov kontaktiert Jon über das Radio und freut sich darüber, wie die 23 Society Roberts Frau Milla getötet und ihren Tod dann dazu benutzt hat, seinen Verstand zu brechen und ihn einer Gehirnwäsche zu unterziehen.
Jon rettet eine der Anführerinnen der Separatisten, Inna, vor einem Angriff von Supersoldaten der 23 Society und erfährt von ihr, dass der andere verbliebene Anführer der Separatisten, Davit, mit der 23 Society verbündet und für den Mord an ihrem Verlobten Tomas verantwortlich ist. Jon tötet Davit, und im Gegenzug sagt Inna ihm, wo Flostov und Robert/Armazi zu finden sind, die sich in einer alten Uranmine befinden, wo Flostov einen Kernreaktor zur Herstellung von Yellowcake-Uran für die Herstellung von Atomwaffen eingerichtet hat. Als Jon die Mine infiltriert und mit Söldnern und Supersoldaten der 23 Society kämpft, wird der Kernreaktor instabil. Jon konfrontiert Flostov und Robert am Reaktor und enthüllt Robert, dass Flostov und die 23 Society seine Frau Milla getötet haben. Er inszeniert ihren Tod, um es so aussehen zu lassen, als wäre sie bei einem amerikanischen Drohnenangriff getötet worden, um ihn gegen sein Land zu wenden. Nachdem er erfahren hat, wie er einer Gehirnwäsche unterzogen und manipuliert worden war, tötet Robert Flostov und schließt sich dann im Reaktorraum ein, um die Kernschmelze manuell zu stoppen, damit Jon Zeit zur Flucht hat, wobei er an einer Strahlenvergiftung stirbt. Jon exfiltriert in einem Hubschrauber an der Seite von Lydia und Raquel und schwört Rache an den verbliebenen Mitgliedern der 23 Society.

## Entwicklung
Das Spiel wurde von der Firma CI Games entwickelt, die auch die Vorgänger des Spiels entwickelt hat. Während die vorherigen Spiele kein kritischer Erfolg waren, betrachtete das Unternehmen die Serie als kommerziellen Erfolg. Die ersten beiden Spiele der Franchise verkauften sich zusammengenommen über 5,5 Millionen Mal.
Das Spiel wurde am 16. Dezember 2014 angekündigt und von CI Games als „die beste Scharfschützenerfahrung für PC und Next-Gen-Konsolen“ angesehen. Das erste Gameplay-Footage des Spiels wurde während der E3 2015 gezeigt, während das erste Gameplay am 22. Juli 2015 auf dem YouTube-Kanal von CI Games hochgeladen wurde.
Das Spiel war für die erste Hälfte des Jahres 2016 geplant, verzögerte sich jedoch aufgrund ehrgeiziger Pläne (d. h. offene Welt) und der Rückmeldungen aus der Beta-Phase des Spiels.
Das Budget und der Umfang des Spiels wurden erheblich erweitert und sind größer als bei den Vorgängern, und der Titel ist der erste Eintrag in der Serie, der eine AAA-Produktionsskala hat. Der Kreativdirektor des Spiels ist Paul B. Robinson, ein Militärveteran, der ebenfalls auf eine 20-jährige Karriere in der Spieleentwicklung zurückblickt. Der leitende narrative Designer ist Jess Lebow, der an Franchises wie League of Legends, Guild Wars und Far Cry gearbeitet hat. Laut CI Games legte Sniper: Ghost Warrior 2 den Grundstein für die Entwicklung des Spiels.

## Rezeptionen
Sniper: Ghost Warrior 3 erhielt laut dem Rezensionsaggregator Metacritic „gemischte oder durchschnittliche“ Rezensionen.
Die offene Welt des Spiels wurde von Gaming Trend gelobt: „Wunderschöne Landschaften der offenen Welt im ehemaligen Sowjetgeorgien“ und CD Action („gut gestaltete offene Welt“).
JeuxActu schreibt, dass eine gute offene Welt aus Budgetgründen nicht erreicht wurde. „Taschen des Zivillebens tun ihr Bestes, um die Illusion einer lebendigen, atmenden Gesellschaft zu vermitteln, aber ihre verblüfften Reaktionen auf einen stämmigen Marine, der in ihre Häuser stürmt, sind nicht gerade glaubwürdig“, schreibt Richard Wakeling von Gamespot.
Caley Roark von IGN fragte sich, warum sich nichts in diesem Spiel „neuartig oder einzigartig“ anfühlte. Dann erkannte Caley, dass das Spiel ein Comeback zu linearen Actionspielen war, die er auf der ursprünglichen Xbox genoss, auch wenn er in Open-World-Kleidung getarnt war.
Caley schreibt: „Vielfalt verhindert, dass sich diese engen Missionen wiederholen“. Er hält die KI für weitgehend kompetent, sie „bot eine vernünftige Herausforderung“, hat aber nicht betrogen, indem sie ihn ohne Grund gefunden hat.
Allerdings mochte Caley Roark die Grafik von Sniper Ghost Warrior 3 nicht, nennt Charaktermodelle und Texturen „cartoonish“. Am Ende gab er dem Spiel eine „mittelmäßige“ Bewertung von 5,5.
Playstation Universe gibt eine Punktzahl von 7 und schreibt: „Diese neueste Folge ist die beste, die die Serie bisher gesehen hat, auch wenn dies für manche wie ein schwaches Lob erscheint“ und „Erzählung von Sniper Ghost Warrior 3 zieht sich großzügig aus dem Pantheon des kitschigen Scharfschützen und Scout-Filme, die in den letzten zwanzig Jahren gekommen und gegangen sind“.
Richard Wakeling von Gamespot schreibt die Handlung auch B-Filmen zu: „Selbst die vorhersehbare, profane Geschichte erinnert an die Art von grobkörnigen B-Filmen, für die Steven Seagal bekannt ist.“
Richard Wakeling bewertete das Spiel mit einer „mittelmäßigen“ Bewertung von 5 und gab der Artikelüberschrift „verfehlt das Ziel“. Wakeling stimmt zu, dass die offene Welt und die damit verbundene Erhöhung des Umfangs und der Flexibilität des Spiels eine gute Idee war, behauptet aber dennoch, dass das Spiel „häufig durch eine Unzahl von Fehlern gestört wird“, wie z. B. die Kargheit der offenen Welt und die Vielzahl technischer und grafischer Leistungsmängel. Er behauptet, „Sniping ist die Gewinnkarte in seinem [Sniper: Ghost Warrior 3]-Stapel, aber CI Games spielt regelmäßig andere Blätter zum Nachteil des Spiels“.
Ray Porreca von Destructoid gab dem Spiel eine „schlechte“ Bewertung von 3. Porreca nennt das Spiel langweilig; ein „langweiliger Open-World-Shooter, der mit unausgereiften Spielsystemen und inkongruenter Erzählweise zusammengefügt wird“. Porreca kritisiert die Offene-Welt-Situation des Spiels und bezeichnet sie als „Beeinträchtigung des Spiels“. Der Rezensent von Eurogamer schrieb jedoch: „Während der Kernschleife von Infiltration, Scharfschützen und Exfiltration – glänzt die offene Welt“.
Ben „Yahtzee“ Croshaw platzierte das Spiel auf Platz 1 seiner Liste der fünf schlechtesten Spiele des Jahres 2017.
Sniper: Ghost Warrior 3 verkaufte in den ersten 10 Monaten über 1 Million Exemplare des Spiels auf PC, PS4 und Xbox One. Der CEO von CI Games, Marek Tyminski, erklärte, dass der Titel trotz mittelmäßiger Medienresonanz ein relativ erfolgreiches Ergebnis erzielt habe. Das Spiel trug maßgeblich zu den 24 Millionen Euro Gewinn von CI Games im Geschäftsjahr 2017 bei.